# Hipolit Słabicki
Hipolit Kazimierz Słabicki (ur. 11 lutego 1893, zm. 23 kwietnia 1965 w Ilford Park) – podpułkownik dyplomowany piechoty Wojska Polskiego.

## Życiorys
Urodził się 11 lutego 1893 na ziemi lwowskiej jako syn Kazimierza. W czasie I wojny światowej walczył w szeregach cesarsko-królewskiego Pułku Strzelców Nr 18. Na stopień podporucznika rezerwy został mianowany ze starszeństwem z 1 stycznia 1917.
W listopadzie 1918 uczestniczył w obronie Lwowa w 1918 w trakcie wojny polsko-ukraińskiej. Został przyjęty do Wojska Polskiego w stopniu podporucznika. Następnie brał udział w wojnie polsko-bolszewickiej. Został awansowany na stopień kapitana piechoty ze starszeństwem z dniem 1 czerwca 1919. W 1923 jako oficer nadetatowy 67 Pułk Piechoty z Brodnicy służył jako oficer ordynansowy dowódcy Okręgu Korpusu Nr VIII w Toruniu, gen. bryg. Stefana de Latour. 13 października 1923 został przydzielony do Wyższej Szkoły Wojennej w Warszawie, w charakterze słuchacza Kursu Normalnego 1923–1925. 1 października 1925, po ukończeniu kursu i otrzymaniu dyplomu naukowego oficera Sztabu Generalnego, został przydzielony do Dowództwa Okręgu Korpusu Nr IX w Brześciu nad Bugiem. Później został przeniesiony z 67 pułku piechoty do Korpusu Ochrony Pogranicza. Był I oficerem sztabu Brygady KOP „Wilno”. Został awansowany na stopień majora piechoty ze starszeństwem z dniem 1 stycznia 1931. W 1932 był oficerem Dowództwa Okręgu Korpusu IX w Brześciu. Od października 1933 do 4 października 1937 był szefem sztabu 7 Dywizji Piechoty w Częstochowie. Na stopień podpułkownika został mianowany ze starszeństwem z 19 marca 1938 i 40. lokatą w korpusie oficerów piechoty. W marcu 1939 pełnił służbę w Inspektoracie Obrony Powietrznej Państwa na stanowisku szefa wydziału ogólno-organizacyjnego.
Po wybuchu II wojny światowej i kampanii wrześniowej przedostał się na Zachód i został oficerem Wojska Polskiego we Francji. W czasie kampanii francuskiej 1940 był dowódcą I batalionu 9 Pułku Piechoty.
Po wojnie pozostał na emigracji w Wielkiej Brytanii. Zmarł 23 kwietnia 1965 w polskim obozie przesiedleńczym Ilford Park. Został pochowany na cmentarzu w pobliskim Newton Abbot.

## Ordery i odznaczenia
- Krzyż Kawalerski Orderu Odrodzenia Polski (27 listopada 1929)[20]
- Krzyż Walecznych (dwukrotnie, przed 1923)
- Złoty Krzyż Zasługi (19 marca 1937)[21][17]
- Medal Niepodległości (22 kwietnia 1938)[22]
- Srebrny Krzyż Zasługi (5 kwietnia 1928)[23]